# Şalpazarı
Şalpazarı ist eine Stadtgemeinde (Belediye) im gleichnamigen Ilçe (Landkreis) der Provinz Trabzon und gleichzeitig eine Gemeinde der 2012 geschaffenen Büyüksehir belediyesi Trabzon  (Großstadtgemeinde/Metropolprovinz Trabzon). Seit der Gebietsreform 2013 ist die Gemeinde flächen- und einwohnermäßig identisch mit dem Landkreis.
Şalpazarı liegt ca. 45 km westlich der Provinzhauptstadt Trabzon und grenzt im Süden an die Provinz Gümüşhane und im Westen an die Provinz  Giresun. Die Jahreszahl 1964 im Stadtlogo weist
Seit 1914 bestand die mittlere Verwaltungseinheit (Nahiye, Bucak) Şalpazarı im Kreis (Kaza, Ilçe) Vakfıkebir und wurde 1987 durch das Gesetz Nr. 3392 ausgegliedert.
(Bis) Ende 2012 bestand der Landkreis neben der Kreisstadt aus der Stadtgemeinde (Belediye) Geyikli sowie 23 Dörfern (Köy), die während der Verwaltungsreform 2013 in Mahalle (Stadtviertel, Ortsteile) überführt wurden, die sechs existierenden Mahalle der Kreisstadt blieben erhalten. Den Mahalle steht ein Muhtar als oberster Beamter vor. Ende 2020 lebten durchschnittlich 362 Menschen in jedem dieser 30 Mahalle, 1.273 Einw. im bevölkerungsreichsten (Geyikli).